# Společenství vyznávajících anglikánů
Společenství vyznávajících anglikánů (angl. Fellowship of Confessing Anglicans, FCA) je celosvětové společenství konzervativních anglikánů. Vzniklo v reakci na teologickou krizi uvnitř anglikánského společenství, která se projevila vysvěcením praktikujícího homosexuála Gene Robinsona na anglikánského biskupa v New Hampshire. FCA sdružuje asi polovinu anglikánů na světě.
Společenství vzniklo roku 2008 v Jeruzalémě na konferenci Global Anglican Future Conference (GAFCON). Této konference se zúčastnilo 1148 delegátů ze 29 zemí, včetně 291 anglikánských biskupů.